# Aranzamin
Aranzamin (en azéri : Aranzəmin), ou Varazabun (en arménien : Վարազաբուն), est un village situé dans le raïon de Khodjali en Azerbaïdjan.

## Géographie
Aranzamin est situé à environ 8 km à l'est de Khodjali.

## Histoire
Sous la période soviétique, le village, appelé Varazabun, fait partie entre 1923 et 1991 de l'oblast autonome du Haut-Karabagh, au sein de la République socialiste soviétique d'Azerbaïdjan. Après son indépendance en 1991, l'État azerbaïdjanais l'intègre officiellement dans le raïon de Khodjali et par une résolution du Parlement azerbaïdjanais du 29 décembre 1992, il est rebaptisé Aranzamin.
En 1992, lors de la guerre du Haut-Karabagh, le village passe sous le contrôle de la république autoproclamée du Haut-Karabagh et fait partie de la région d'Askeran.
En novembre 2020, à l'issue de la seconde guerre du Haut-Karabagh, Varazabun demeure dans le territoire contrôlé par le Haut-Karabagh, sous la protection des forces d'interpositions russes.
À la suite de l'offensive éclair des forces armées azerbaïdjanaises les 19 et 20 septembre 2023, le village, comme l'ensemble du Haut-Karabagh, se vide de ses habitants qui prennent le chemin de l'exode en Arménie.

## Démographie
La population s'élevait à 25 habitants en 2005.